# Vegueta

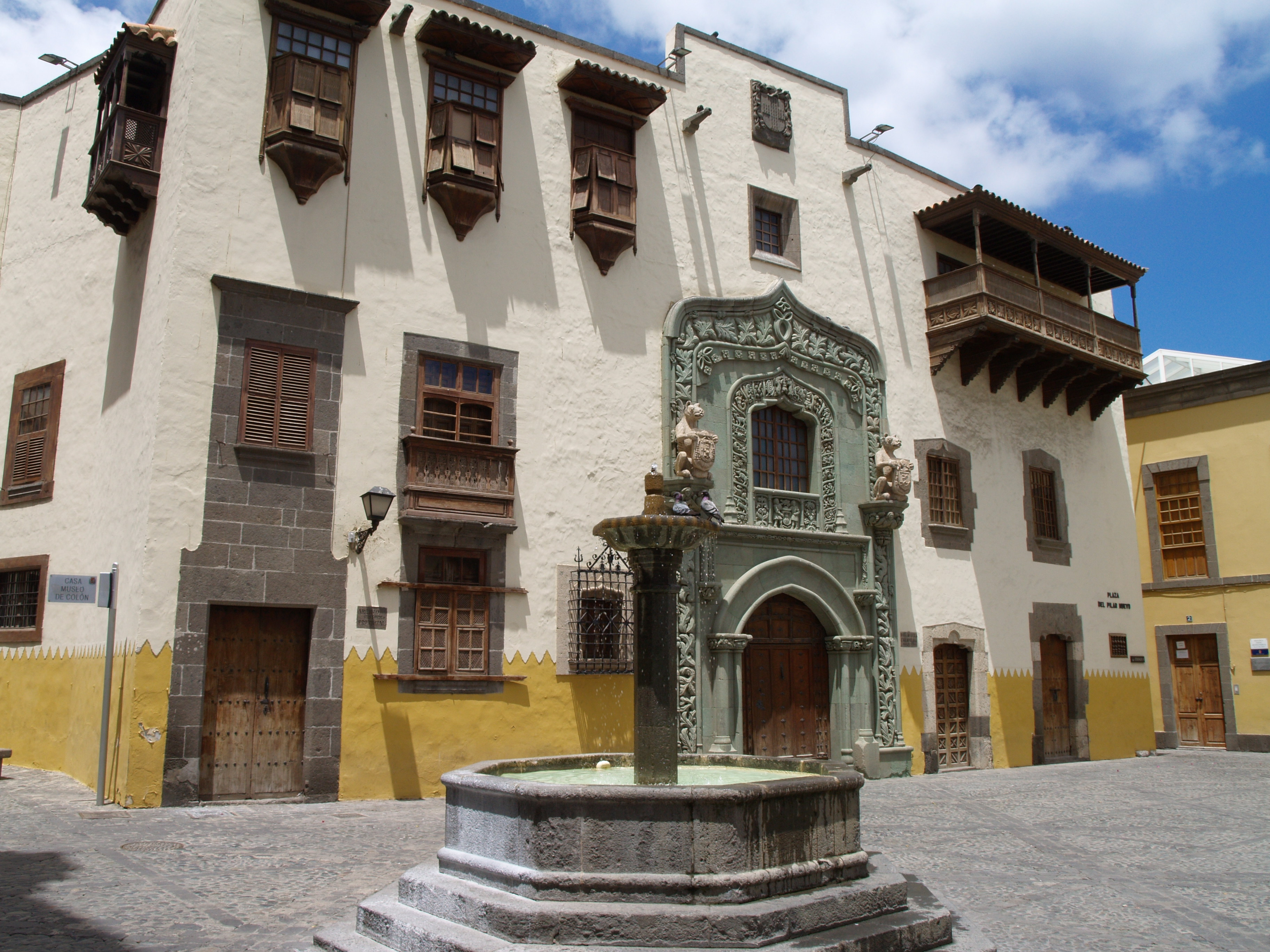
Casa de Colón i Pilar Nou.

 Vegueta  és el barri fundacional de la ciutat espanyola de Las Palmas de Gran Canaria, capital de l'illa canària de Gran Canària. Pertany al districte Vegueta, Con Sud i Tafira.
El barri de Vegueta va ser declarat Conjunt Històric Artístic Nacional per Decret del 5 d'abril de 1973.

## Ressenya històrica
Vegueta va ser el nucli fundacional de la ciutat, el lloc on el 1478 les tropes del conqueridor Juan Rejón van erigir el Reial de les Tres Palmas , nom que rebria de tres palmeres que s'alçaven en el lloc. Va ser el primer emplaçament castellà a l'Atlàntic, així com el lloc on la Corona de Castella va iniciar la Conquesta de Canàries.
El barri deu el seu nom a la Vega que s'estenia pels voltants del Reial de les Tres Palmas, anomenada "la Vegueta de Santa Anna". Des de llavors seria el centre de la vida política, religiosa i administrativa de l'illa.
En el pla artístic, són de destacar les evocadores aquarel·les realitzades per l'insigne pintor José Comas Quesada, plasmant els diferents racons d'aquest barri històric.

## Llocs d'interès

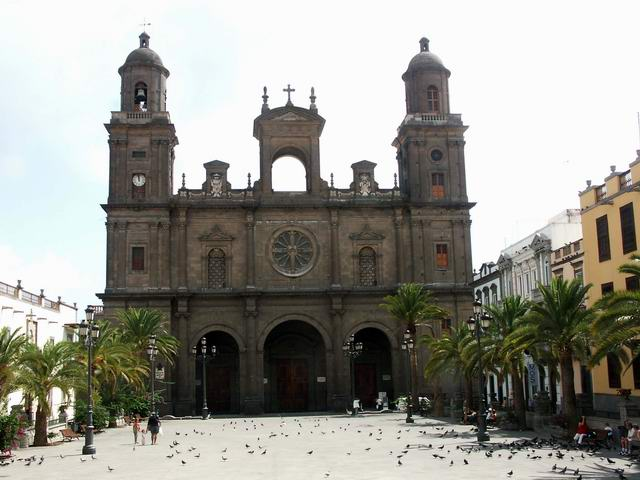
Plaça Major de Santa Anna, amb la Catedral de Santa Anna al fons.

- Placeta de Sant Antoni Abat
- Plaça de Santa Anna
- Plaça de Sant Domènec
- Plaça de l'Espírtu Sant

### Edificis i monuments
- Catedral de Santa Anna
- Cases Consistorials de Las Palmas de Gran Canaria
- Casa de Colom
- Centre Atlàntic d'Art Modern
- Mercat de Vegueta
- Museu Canari